# イタイプダム

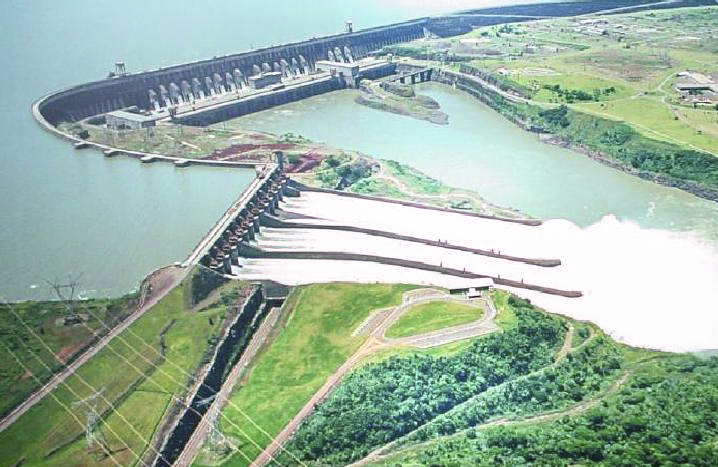
イタイプダム。手前がパラグアイ、奥がブラジルである

イタイプダム（スペイン語: Represa de Itaipú、英: Itaipu Dam）は、ブラジルとパラグアイの国境を流れるパラナ川に作られたダムである。
中空重力式コンクリートダム、ロックフィルダム、アースダムなど複数のダムで構成されており、コンバインダムの形態をとる。長く延びた堤頂の合計は7.7キロメートルを超える。
ブラジルとパラグアイの共同出資で作られ、管理も両国が共同で行っている。
1984年から送電を開始。発電能力は1,400万キロワットで、発電能力では中国の三峡ダムに次ぐ世界第二位だが、実際の発電実績は2015年、2016年と連続して三峡ダムを上回っており、世界一のダムである。計20基の発電機を備え、発電した電力はブラジルとパラグアイで均等に分けることになっているが、人口の少ないパラグアイにとってはその何割かで国内需要を全て満たせるので、残りはブラジルに売電している。
ダムの放流設備部分の高さは196メートル、長さは1,400メートル、堰堤部分の長さは7,235メートルにも及ぶ。貯水量は290億トンである。
パラグアイ国内のイタイプダム湖および周辺の亜熱帯半落葉林のパラナ上流域大西洋岸森林にはオウギワシ、ヒメオウギワシ、ジャガー、ピューマ、バク、カピバラ、マザマ属、クチジロペッカリーなどが生息しており、2017年にユネスコの生物圏保護区に指定された。